# Солунский, Евгений Владимирович
Евгений Владимирович Солунский (род. 13 июня 1959 года, Харьков; ум. 5 декабря 1990 года, Харьков, СССР) — советский конькобежец. Участник Зимних Олимпийских игр 1980 года, чемпион СССР (1981) в классическом многоборье, чемпион СССР на отдельных дистанциях (1980 - 1500 м), бронзовый призёр (1981 - 5000 м). Выступал за "Авангард" (Харьков). Мастер спорта СССР.

## Биография
Родился в Харькове в 1959 году, где и начал заниматься спортом в рабочем спортклубе «Свет шахтёра». Поначалу был увлечён велоспортом и многого в нём добился. В 1974 году, когда Жене шёл шестнадцатый год, в составе юношеской сборной Украины выиграл золотую медаль в трековой командной гонке на молодёжном первенстве страны. И в том же году решил заняться конькобежным спортом, прийдя в секцию к молодому харьковскому тренеру Игорю Чучмарю. 
В 1976 году впервые участвовал на первенстве страны среди юниоров, а уже через год выиграл молодёжный чемпионат СССР в многоборье. В декабре того же года на Всесоюзных отборочных соревнованиях в Москве Евгений занял 3-е место в беге на 500 метров и впервые выбежал из 40 секунд - 39,7. В 1978 году занял 2-е место в забеге на 5000 метров на юниорском чемпионате СССР.
В 1979 году 19-летний спортсмен выиграл чемпионат СССР среди юниоров в сумме многоборья, а через месяц дебютировал на чемпионате мира среди юниоров, где занял 12-е место в абсолютном зачёте. В том году поступил в Харьковский институт физкультуры на спортивный факультет. В 1980 году на чемпионате СССР выиграл дистанцию 1500 метров и был отобран в сборную. В феврале на ХIII зимних Олимпийских играх в Лейк-Плэсиде участвовал в забеге на 1500 метров, но занял только 9-е место, тогда он познал и горечь первой крупной неудачи.
В начале февраля 1981 года Евгений Солунский стал абсолютным чемпионом СССР на проходившем в Москве первенстве страны, выиграв при этом свою коронную дистанцию 1500 метров. Через две недели на дебютном чемпионате мира в Осло выступил вновь неудачно, заняв только 20-е место. Правда 26 февраля на зимней Спартакиаде одержал победы на дистанциях 1500, 5000 и 10000 метров и выиграл общий зачёт.
В январе 1982 года он дебютировал на чемпионате Европы в Осло, где финишировал на 10-м месте в сумме многоборья. Следом на чемпионате Украинской ССР занял 2-е место в забеге на 10000 метров. С 3 по 7 марта проходила I зимняя Спартакиада СССР в Дивногорске, но там Евгений финишировал на 4-х местах на двух стайерских дистанциях. Он ещё два сезона участвовал в соревнованиях и в 1984 году завершил карьеру спортсмена. 
Скончался 5 декабря 1990 года в Харькове.